# Charette (Isère)
Charette település Franciaországban, Isère megyében. Lakosainak száma 435 fő (2022. január 1.). Charette Bouvesse-Quirieu, Courtenay, Montalieu-Vercieu, Parmilieu, Porcieu-Amblagnieu és Saint-Baudille-de-la-Tour községekkel határos.

## Népesség
A település népességének változása:
| Lakosok száma | 194  | 197  | 232  | 358  | 469  | 464  | 459  | 450  | 444  | 435  |
|               | 1968 | 1982 | 1990 | 2006 | 2013 | 2015 | 2017 | 2019 | 2020 | 2022 |